# Showgirls
Showgirls is een Amerikaanse erotische dramafilm uit 1995 onder regie van Paul Verhoeven. De critici bombardeerden de productie tot een van de slechtste films uit zijn tijdperk. Showgirls 'won' tijdens de Razzie Awards van 1996 zowel de 'prijs' voor slechtste film, slechtste regisseur, slechtste scenario, slechtste hoofdrolspeler (Elizabeth Berkley), slechtste vrouwelijke nieuwkomer (Berkley) en slechtste filmkoppel als die voor slechtste oorspronkelijke filmlied (Walk Into The Wind van David A. Stewart en Terry Hall). De film werd dat jaar bovendien genomineerd voor nog zes Razzie Awards, 'won' in 2000 een extra Razzie voor slechtste dramafilm van het decennium en werd in 2005 door de organisatie genomineerd voor de titel 'slechtste drama in 25 jaar'.
Showgirls kreeg in de jaren na het oorspronkelijke verschijnen een cultstatus. De film bracht in de verhuur meer dan $100.000.000 op en kwam in de top 20 van best verkopende titels van MGM. Het Amerikaanse tijdschrift Entertainment Weekly plaatste Showgirls in 2008 op nummer 36 in hun Top 50 cultfilms van na 1983.

## Verhaal
Nomi Malone gaat naar Las Vegas, vastbesloten een ster te worden als danseres in grote shows. De wereld waarin ze terechtkomt, blijkt nog veel normlozer dan ze vermoedde.

## Rolverdeling
| Acteur               | Personage               |
| -------------------- | ----------------------- |
| Elizabeth Berkley    | Nomi Malone             |
| Kyle MacLachlan      | Zack Carey              |
| Gina Gershon         | Cristal Connors         |
| Glenn Plummer        | James Smith             |
| Robert Davi          | Al Torres               |
| Alan Rachins         | Tony Moss               |
| Gina Ravera          | Molly Abrams            |
| Lin Tucci            | Henrietta 'Mama' Bazoom |
| Greg Travis          | Phil Newkirk            |
| Al Ruscio            | Mr. Karlman             |
| Patrick Bristow      | Marty Jacobsen          |
| William Shockley     | Andrew Carver           |
| Dewey Weber          | Jeff                    |
| Rena Riffel          | Penny / Hope            |
| Melissa Williams     | Julie                   |
| Ungela Brockman      | Annie                   |
| Melinda Songer       | Nicky                   |
| Jack McGee           | Jack                    |
| Bobbie Phillips      | Dee                     |
| Danté McCarthy       | Carmi                   |
| Caroline Key Johnson | Nadia                   |
| Terry Beeman         | Felix                   |
| Kevin Alexander Stea | Daryl                   |
| Lisa Boyle           | Sonny                   |

## Ontvangst
Showgirls was al voor de première controversieel vanwege een aantal als erg expliciet bestempelde seksscènes. De film kreeg in de Verenigde Staten als eerste release van deze omvang het voorschrift NC-17 van de Motion Picture Association of America, de Amerikaanse 'kijkwijzer'.
De film kreeg dertien nominaties voor Razzie Awards (één of meer in alle elf categorieën in 1996) en werd daarmee recordhouder. Er zijn meerdere films die er daadwerkelijk meer wonnen, zoals I Know Who Killed Me (2007) en Jack and Jill (tien). Verhoeven was de eerste regisseur die een hem toegekende Razzie Award persoonlijk kwam ophalen. Hij hield een toespraak waarin hij de organisatie bedankte en aangaf dat hij het als een bevestiging zag dat hij nu echt was opgenomen in de Amerikaanse gemeenschap.

## Showgirls 2
Bijrolspeelster Rena Riffel (Penny) bracht in 2011 de parodie Showgirls 2: Penny's from Heaven uit als vervolg. Ze regisseerde, schreef en co-produceerde deze film zelf en haar personage Penny keert hierin terug als hoofdfiguur.